# Limnocharis
Limnocharis is een geslacht uit de waterweegbreefamilie (Alismataceae). De soorten uit het geslacht komen voor in Mexico en in de tropische delen van Centraal-Amerika en Zuid-Amerika.

## Soorten
- Limnocharis flava (L.) Buchenau
- Limnocharis laforestii Duchass. ex Griseb.

Albidella · 
Alisma (Waterweegbree) · 
Baldellia · 
Burnatia · 
Caldesia · 
Damasonium · 
Echinodorus · 
Limnophyton · 
Luronium · 
Ranalisma · 
Sagittaria · 
Wiesneria